# Physemus latifrons
Physemus latifrons är en skalbaggsart som beskrevs av Wooldridge 1984. Physemus latifrons ingår i släktet Physemus och familjen lerstrandbaggar. Inga underarter finns listade i Catalogue of Life.